# Spökryttaren
Spökryttaren (tyska: Der Schimmelreiter) är en kortroman från 1888 av den tyske författaren Theodor Storm. Den utspelar sig i Nordfriesland och handlar om en man som börjar arbeta med de lokala fördämningsvallarna, vilket får dramatiska och mystiska följder. Storm hade haft idén till berättelsen länge och började arbeta på den i februari 1885. På grund av ålderskrämpor drog skrivandet ut på tiden och kortromanen var färdig först i februari 1888. I juli samma år avled Storm. Tillsammans med berättelsen Ein Bekenntnis var Spökryttaren det sista verk han färdigställde. Spökryttaren gavs ut på svenska 1946 i översättning av Monica Wasastjerna.